# Japanische Ortsnamen in Kana
Es gibt in Japan Toponyme, die nicht in Kanji, sondern ganz oder teilweise in den beiden Kana-Schriften Hiragana oder Katakana geschrieben werden. Traditionsgemäß sind alle japanischen Stadtnamen in Kanji geschrieben, jedoch gibt es hierbei einen Trend zum Gebrauch von Hiragana oder Katakana, vor allem auch bei neu zusammengelegten Städten, wie zum Beispiel Saitama. Die Anzahl der Städte, die in Hiragana oder Katakana geschrieben werden, steigt in letzter Zeit an, so dass davon auszugehen ist, dass die folgende Liste nicht vollständig ist:

## Liste der Städte, die komplett in Hiragana geschrieben werden
- Ama in der Präfektur Aichi
- Awara in der Präfektur Fukui
- Ebino in der Präfektur Miyazaki
- Hitachinaka in der Präfektur Ibaraki
- Inabe in der Präfektur Mie
- Isumi in der Präfektur Chiba
- Iwaki in der Präfektur Fukushima
- Kahoku in der Präfektur Ishikawa
- Kasumigaura in der Präfektur Ibaraki
- Mannō in der Präfektur Kagawa
- Midori in der Präfektur Gunma
- Minabe in der Präfektur Wakayama
- Miyako in der Präfektur Fukuoka
- Miyama in der Präfektur Fukuoka
- Miyoshi in der Präfektur Aichi
- Mutsu in der Präfektur Aomori
- Nikaho in der Präfektur Akita
- Ōi in der Präfektur Fukui
- Saitama in der Präfektur Saitama
- Sakura in der Präfektur Tochigi
- Sanuki in der Präfektur Kagawa
- Tatsuno in der Präfektur Hyōgo
- Tsugaru in der Präfektur Aomori
- Tsukuba in der Präfektur Ibaraki
- Tsukubamirai in der Präfektur Ibaraki
- Ukiha in der Präfektur Fukuoka
- Uruma in der Präfektur Okinawa

## Liste der Städte, die teilweise in Hiragana geschrieben werden
- Akiruno in der Präfektur Tokio
- Fujimino in der Präfektur Saitama
- Higashikagawa in der Präfektur Kagawa
- Ichikikushikino in der Präfektur Kagoshima
- Izunokuni in der Präfektur Shizuoka
- Kinokawa in der Präfektur Wakayama
- Minamiawaji in der Präfektur Hyōgo
- Minamisatsuma in der Präfektur Kagoshima
- Okinoshima in der Präfektur Shimane

## Liste der Städte, die teilweise in Katakana geschrieben werden
- Minami-Alps in der Präfektur Yamanashi

## Liste der Städte, die komplett in Katakana geschrieben werden
- Niseko in der Präfektur Hokkaidō